# Mirandilla
Mirandilla település Spanyolországban, Badajoz tartományban. Mirandilla Aljucén, Mérida és El Carrascalejo községekkel határos. Lakosainak száma 1246 fő (2024).

## Népesség
A település népessége az utóbbi években az alábbiak szerint változott:
| Lakosok száma | 1325 | 1355 | 1364 | 1377 | 1365 | 1357 | 1344 | 1267 | 1247 | 1246 |
|               | 2001 | 2004 | 2006 | 2009 | 2011 | 2014 | 2016 | 2019 | 2021 | 2024 |